# Parafia św. Kazimierza w Thunder Bay
Parafia św. Kazimierza w Thunder Bay (ang. St. Casimir's Parish) – parafia rzymskokatolicka położona w Thunder Bay, w prowincji Ontario w Kanadzie.
Jest ona parafią wieloetniczną w diecezji Thunder Bay, z mszą św. w j. polskim dla polskich imigrantów.
Ustanowiona w 1921 roku. Parafia została dedykowana św. Kazimierzowi.

## Historia
Budowę kościoła Matki Bożej Różańcowej rozpoczęto 1922 roku i została zakończona w tym samym roku. Był to pierwszy kościół dla polskich imigrantów w Lakehead.
Kiedy Lakehead stał się częścią diecezji Sault Ste. Marie, konieczna była zmiana powołania parafii w celu odróżnienia kościołów, których nazwy były identyczne. W związku z tym w 1936 roku kościół Matki Bożej Różańcowej została przemianowany na kościół św Kazimierza.
Pierwszy kościół zbudowany był z drewna i okazał się za mały, kiedy około 250 polskich rodzin imigranckich przybyło po II wojnie światowej.
W lipcu 1952 roku rozpoczęto budowę nowego kościoła. W czerwcu 1953 roku nowy kościół św Kazimierza został poświęcony przez biskupa diecezji Fort William, EQ Jennings. Architektem kościoła był Russell C. Goodman. Nowy kościół wybudowany z cegły, w XV- wiecznym stylu, posiadał 400 miejsc.

### Duszpasterze
- ks. Józef  Stankiewicz (1941 – 1988)
- ks. Andrzej Werner (1988 – 1992)
- ks. Fidelis Wyrąbkiewicz (1992 – 2000)
- ks. George Żebrowski (2000 – 2003)
- ks. Józef  Blaszak (2003 – 2007)
- ks. Andrzej Deptuła, OFMConv (2007 – obecnie)

## Nabożeństwa w j. polskim
- Sobota – 17:30
- Niedziela – 8:30, 10:00